# Canton de Montmorency
Le canton de Montmorency est une circonscription électorale française située dans le département du Val-d'Oise et la région Île-de-France.
À la suite du redécoupage cantonal de 2014, les limites territoriales du canton sont remaniées. Le nombre de communes du canton passe de 2 à 6.

## Histoire
Par décret du 17 février 2014, le nombre de cantons du département est divisé par deux, avec mise en application aux élections départementales de mars 2015. Le canton de Montmorency est conservé et s'agrandit. Il passe de 2 à 6 communes.

## Représentation
- De 1833 à 1848, les cantons d'Ecouen et de Montmorency avaient le même conseiller général. Le nombre de conseillers généraux était limité à 30 par département[3].

### Conseillers généraux de 1833 à 1967 (Seine-et-Oise) et de 1967 à 2015 (Val-d'Oise)
| Période        | Période      | Identité                       | Étiquette            | Qualité |
| -------------- | ------------ | ------------------------------ | -------------------- | --- |
| 1833           | 1845         | Comte Mathieu Molé             | Orléaniste           | Pair de France Président du Conseil des Ministres (1836-1839, 1848) Propriétaire à Champlâtreux                                                  |
| 1845           | 1858         | Théodore Davillier             |                      | Banquier, maire de Soisy-sous-Enghien |
| 1858           | 1865         | Grégory Ganesco                |                      | Journaliste, Montmorency |
| 1865           | 1868 (décès) | Théodore Davillier             |                      | Maire de Soisy-sous-Enghien |
| 1870           | 1871         | Grégory Ganesco                |                      | Journaliste, Montmorency |
| 1871           | 1889 (décès) | Armand Hayem                   | Républicain          | Homme de lettres et publiciste à Paris, propriétaire, maire de Saint-Gratien                                                                     |
| 1889           | 1901         | Maurice Muret                  | Républicain          | Propriétaire, maire de Margency, conseiller d'arrondissement                                                                                     |
| 1901           | 1907         | Jules Guérin-Brideau           | Libéral              | Maire de Montmorency (1884-1904), conseiller d'arrondissement                                                                                    |
| 1907           | 1917 (décès) | Emile Théodore Aimond (père)   | Gauche radicale      | Ingénieur civil Député (1898-1902 et 1906-1909) Sénateur (1909-1917) Ancien Maire de Saint-Leu-Taverny Propriétaire rue de Saint-Quentin à Paris |
| 1917           | 1919         | siège vacant                   |                      | |
| 1919           | 1924 (décès) | Octave Dubois                  |                      | Agriculteur à Taverny, conseiller d'arrondissement, maire de Villiers-le-Sec Président de la Confédération générale des planteurs de betteraves  |
| 1924           | 1925         | Raymond Perquel                | Rad.                 | Maire de Montmorency (1929-1940) |
| 1925           | 1931         | François Clément               | Rad.                 | Maire d'Ermont |
| 1931           | 1940         | Paul Fleury                    | URD                  | Maire de Deuil-la-Barre (1929-1944) |
|                |              |                                |                      | |
| 1943           | 1945         | Henri Patenôtre-Desnoyers      |                      | Industriel, ancien député RG (1928-1936) Maire d'Enghien-les-Bains (1920-1944) Nommé conseiller départemental en 1943                            |
|                |              |                                |                      | |
| 1945           | 1945 (décès) | Angèle (Germaine) Leriche      | PCF                  | Ancienne membre de la délégation spéciale de Saint-Ouen (1944-1945)                                                                              |
| 3 février 1946 | 1949         | Maurice Veroudart (1894-1965)  | MRP                  | Propriétaire à Montmorency |
| 1949           | 1964         | André Grimaud                  | RPF puis RS puis UNR | maire de Montmagny (1945-1965) |
| 1964           | 1967         | Philippe Ferrebœuf             | Centriste            | Général Maire de Soisy-sous-Montmorency (1959-1969) Elu dans le canton de Soisy-sous-Montmorency                                                 |
| 1967           | 1979         | Albert Noachovitch (1903-1992) | UDR puis RPR         | Administrateur civil hors classe Maire de Montmorency (1971-1977)                                                                                |
| 1979           | 1985         | M. Piérot                      | PS                   | |
| 1985           | 2011         | François Longchambon           | RPR puis UMP         | Maitre de conférences à l'Université Paris-Nord Maire de Montmorency (1995-2008)                                                                 |
| 2011           | 2015         | Michèle Berthy                 | UMP                  | Maire de Montmorency (2014-2020) |

### Conseillers d'arrondissement (de 1833 à 1940)
Le canton de Montmorency avait deux conseillers d'arrondissement de 1867 à 1901.
Les conseils d'arrondissement ont été suspendus par la loi du 12 octobre 1940 prise par le Gouvernement de Vichy  et n'ont jamais été réactivés
| Période                                  | Période      | Identité                                            | Étiquette   | Qualité |
| ---------------------------------------- | ------------ | --------------------------------------------------- | ----------- | --- |
| Les données manquantes sont à compléter. |              |                                                     |             | |
| 1833                                     | 1839         | Jean Étienne Carré                                  |             | Propriétaire, maire de Montmorency (1831-1837) |
| 1839                                     | 1845         | Théodore Davillier                                  |             | Banquier, maire de Soisy (1830-1840 et 1846-1868), élu conseiller général du canton d'Écouen |
| 1845                                     | 1855         | Émile Régnard (1794-1872)                           |             | Avocat, maire de Montmorency (1837-1854) |
| 1855                                     | 1867         | François Chenel-Lacour                              |             | Maire de Franconville (1843-1873) |
| 1867                                     | 1877         | Pierre Pernelle                                     |             | Ingénieur civil, propriétaire à Napoléon-Saint-Leu |
| 1867                                     | 1880         | Baron Charles-François Burthe d'Annelet (1829-1901) |             | Ancien chef de bataillon, propriétaire à Andilly et à Paris |
| 1877                                     | 1880         | Anselme Bocquet                                     |             | Propriétaire, conseiller municipal de Saint-Leu |
| 1880                                     | 1887 (décès) | Charles Cartier                                     |             | Vice-président du Tribunal civil de la Seine, conseiller municipal d'Enghien, propriétaire rue de Martignac à Paris, Président du Conseil d'arrondissement                                                                                             |
| 1880                                     | 1886         | Félix Fiaux                                         |             | Médecin, interne des hôpitaux de Paris, maire d'Andilly (1878-1882) |
| 1886                                     | 1889         | Maurice Muret                                       | Républicain | Propriétaire, maire de Margency |
| mai 1887                                 | 1889         | Jules Guérin-Brideau                                | Républicain | Maire de Montmorency |
| 1889                                     | 1904         | Jules Guérin                                        |             | Ingénieur des Mines, propriétaire rue d'Assas à Paris, maire de Montmorency |
| 1889                                     | 1898         | Eugène Lefèvre-Pontalis                             |             | Archiviste-paléographe, bibliothécaire du Comité des travaux historiques et scientifiques du Ministère de l'Instruction publique, propriétaire Rue des Mathurins à Paris, propriétaire du château de Boissy à Taverny, conseiller municipal de Taverny |
| 1898                                     | 1919         | Octave Dubois                                       |             | Cultivateur, maire de Taverny (1896-1919) |
| 15 sep. 1901                             | 1904         | Anatole Théophile Carré (1841-1907)                 |             | Négociant, propriétaire, maire d'Enghien (1885-1902) |
| 1904                                     | 1905 (décès) | Charles Bonnette (1840-1905)                        |             | Marchand de bois, maire de Groslay |
| 3 déc. 1905                              | 1919         | Louis Jean Marie Hélary (1863-1945)                 | Radical     | Docteur en médecine, maire d'Enghien-les-Bains |
| 1919                                     | 1925         | Charles Grusse-Dagneaux                             |             | Pépiniériste horticulteur, ancien maire de Saint-Gratien (1904-1919), propriétaire à Enghien-les-Bains |
| 1919                                     | 1925         | Camille Clément                                     |             | Ancien négociant, maire d'Ermont (1912-1935) |
| Oct.1925                                 | 1931         | Henri Sestre                                        | Radical     | Propriétaire, ancien maire de Soisy-sous-Montmorency (1921-1925) |
| 1931                                     | 1937         | Auguste Migette (1866-1951)                         |             | Sous-inspecteur de l'enregistrement, propriétaire à Enghien |
| 1937                                     | 1940         | Jules Camberlin (1899-1972)                         | RG-PSF      | Maire de Soisy-sous-Montmorency (1936-1944) |

### Conseillers départementaux depuis 2015
| Période élective | Période élective | Mandat | Mandat   | Identité        | Nuance | Nuance | Qualité |
| ---------------- | ---------------- | ------ | -------- | --------------- | ------ | ------ | --- |
| 2015             | 2021             | 2015   | 2021     | Michèle Berthy  |        | LR     | Maire de Montmorency (2014 → 2020) Conseillère générale de Montmorency (2011 → 2015) 2e vice-présidente du conseil départemental déléguée à l'enfance, à la famille et à l'égalité femmes-hommes                                                                |
| 2015             | 2021             | 2015   | 2021     | Luc Strehaiano  |        | LR     | Ingénieur Maire de Soisy-sous-Montmorency (1995 → ) Conseiller général de Soisy (2001 → 2015) Président de la CAVAM (2008 →2015 ) Président de la Communauté d'Agglomération Plaine Vallée Président de la Commission nationale de vidéosurveillance (2002 → ?) |
| 2021             | 2028             | 2021   | en cours | Aziza Philippon |        | LR     | Maire-adjointe de Montmorency |
| 2021             | 2028             | 2021   | en cours | Luc Strehaiano  |        | LR     | Maire de Soisy-sous-Montmorency (1995 → ) Président de la CAVAM (2008 → 2015), puis de la CAPV (2016 → ) |

### Résultats détaillés

#### Élections de mars 2015
À l'issue du 1er tour des élections départementales de 2015, deux binômes sont en ballottage : Michèle Berthy et Luc Strehaiano (UMP, 45,55 %) et Romain Eskenazi et Anne Mokry (PS, 20,97 %). Le taux de participation est de 44,86 % (17 507 votants sur 39 028 inscrits) contre 40,49 % au niveau départemental et 50,17 % au niveau national.
Au second tour, Michèle Berthy et Luc Strehaiano (UMP) sont élus avec 68,2 % des suffrages exprimés et un taux de participation de 41,66 % (10 414 voix pour 16 260 votants et 39 028 inscrits).

#### Élections de juin 2021
Le premier tour des élections départementales de 2021 est marqué par un très faible taux de participation (33,26 % au niveau national). Dans le canton de Montmorency, ce taux de participation est de 31,62 % (12 337 votants sur 39 019 inscrits) contre 26,57 % au niveau départemental. À l'issue de ce premier tour, deux binômes sont en ballottage : Aziza Philippon et Luc Strehaiano (LR, 38,55 %) et François Delcombre et Sandra Philippe (Union à gauche avec des écologistes, 24,6 %),.
Le second tour des élections est marqué une nouvelle fois par une abstention massive équivalente au premier tour. Les taux de participation sont de 34,36 % au niveau national, 28,57 % dans le département et 33,51 % dans le canton de Montmorency. Aziza Philippon et Luc Strehaiano (LR) sont élus avec 62,5 % des suffrages exprimés (7 751 voix pour 13 077 votants et 39 024 inscrits),,.

## Composition

### Composition de 1967 à 2015
Le canton comptait deux communes.
| Nom                     | Code Insee | Codepostal | Superficie (km2) | Population (dernière pop. légale) | Densité (hab./km2) |
| ----------------------- | ---------- | ---------- | ---------------- | --------------------------------- | ------------------ |
| Montmorency (chef-lieu) | 95428      | 95160      | 5,37             | 20 842 (2012)                     | 3 881              |
| Groslay                 | 95288      | 95410      | 2,95             | 8 676 (2012)                      | 2 941              |

### Composition depuis 2015
Le canton comprend désormais six communes entières.
| Nom                                 | Code Insee | Intercommunalité | Superficie (km2) | Population (dernière pop. légale) | Densité (hab./km2) | Modifier                                    |
| ----------------------------------- | ---------- | ---------------- | ---------------- | --------------------------------- | ------------------ | ------------------------------------------- |
| Montmorency (bureau centralisateur) | 95428      | CA Plaine Vallée | 5,37             | 21 677 (2022)                     | 4 037              | modifier les données · modifier les données |
| Andilly                             | 95014      | CA Plaine Vallée | 2,70             | 2 691 (2022)                      | 997                | modifier les données · modifier les données |
| Enghien-les-Bains                   | 95210      | CA Plaine Vallée | 1,77             | 11 594 (2022)                     | 6 550              | modifier les données · modifier les données |
| Margency                            | 95369      | CA Plaine Vallée | 0,72             | 2 954 (2022)                      | 4 103              | modifier les données · modifier les données |
| Montlignon                          | 95426      | CA Plaine Vallée | 2,84             | 2 966 (2022)                      | 1 044              | modifier les données · modifier les données |
| Soisy-sous-Montmorency              | 95598      | CA Plaine Vallée | 3,98             | 18 068 (2022)                     | 4 540              | modifier les données · modifier les données |
| Canton de Montmorency               | 9515       |                  | 17,38            | 59 950 (2022)                     | 3 449              | modifier les données                        |

## Démographie

### Démographie avant 2015
| 1962   | 1968   | 1975   | 1982   | 1990   | 1999   | 2006   | 2011   | 2012   |
| ------ | ------ | ------ | ------ | ------ | ------ | ------ | ------ | ------ |
| 21 113 | 24 133 | 26 056 | 25 712 | 26 830 | 27 984 | 29 427 | 29 565 | 29 518 |

### Démographie depuis 2015
En 2022, le canton comptait 59 950 habitants, en évolution de +0,98 % par rapport à 2016 (Val-d'Oise : +4 %, France hors Mayotte : +2,11 %).
| 2013   | 2018   | 2022   |
| ------ | ------ | ------ |
| 57 934 | 59 578 | 59 950 |